# Theodoros Kontidis

Wappen von Theodoros Kontidis

Theodoros Kontidis SJ (griechisch Θεόδωρος Κοντίδης; * 11. März 1956 in Thessaloniki) ist ein griechischer Ordensgeistlicher und römisch-katholischer Erzbischof von Athen sowie Apostolischer Administrator des Erzbistums Rhodos.

## Leben
Theodoros Kontidis besuchte die Grundschule in Giannitsa und das Leontios-Gymnasium in Athen. Ab 1974 studierte er zunächst Philosophie und Katholische Theologie an der Päpstlichen Universität Gregoriana in Rom. Während dieser Zeit war er Alumne des Päpstlichen Griechischen Kollegs vom Hl. Athanasius. 1983 trat Kontidis der Ordensgemeinschaft der Jesuiten bei und setzte das Theologiestudium in Löwen fort. Am 9. Oktober 1988 empfing Theodoros Kontidis in der Herz-Jesu-Kirche in Athen durch den Erzbischof von Athen, Nikolaos Foskolos, das Sakrament der Priesterweihe. Nach weiterführenden Studien erwarb er am Centre Sèvres in Paris ein Lizenziat im Fach Katholische Theologie.
Kontidis war zunächst als Pfarrvikar und später als Pfarrer der Pfarrei Heiligstes Herz Jesu in Athen tätig. 1995 legte er die feierliche Profess ab. Anschließend wurde Theodoros Kontidis Verantwortlicher für die Berufungspastoral, Superior der Jesuiten-Kommunität in Athen und Direktor des Exerzitienhauses Manresa. Ab 2021 war er Pfarrer der Pfarrei St. Andreas in Patras.
Am 14. Juli 2021 ernannte ihn Papst Franziskus zum Erzbischof von Athen sowie zum Apostolischen Administrator des Erzbistums Rhodos. Der emeritierte Erzbischof von Athen, Sevastianos Rossolatos, spendete ihm am 18. September desselben Jahres in der Kathedrale St. Dionysius Areopagita in Athen die Bischofsweihe; Mitkonsekratoren waren der emeritierte Erzbischof von Athen, Nikolaos Foskolos, und der emeritierte Erzbischof von Korfu, Zakynthos und Kefalonia, Ioannis Spiteris OFMCap.